# Doina Melinte
Doina Melinte, född den 27 december 1956, är en rumänsk före detta friidrottare som tävlade under 1980-talet och början av 1990-talet. 
Melintes första deltagande i ett internationellt mästerskap var VM 1983 i Helsingfors där hon slutade på sjätte plats på både 800 meter och 1 500 meter. Hennes främsta merit är från OS 1984 i Los Angeles där hon vann guld på 800 meter och silver på 1 500 meter. Hon var även med vid EM 1986 i Stuttgart där hon slutade på tredje plats på 1 500 meter. Vid inomhus-VM 1987 i Indianapolis vann hon guld på 1 500 meter. Vid utomhus-VM 1987 i Rom slutade Melinte trea på 1 500 meter. 1989 försvarade hon sitt guld vid inomhus-VM i Budapest. Hennes sista stora mästerskap var VM 1991 i Tokyo där hon blev fyra på 1 500 meter.
Melinte innehar fortfarande världsrekordet inomhus på en engelsk mil med tiden 4.17,14.

## Personliga rekord
- 800 meter - 1.55,05
- 1 500 meter - 3.56,7